# François de Serret de Gaujac
François de Serret de Gaujac (né à Béziers vers 1691, mort à Aire le 18 novembre 1757), ecclésiastique, fut évêque d'Aire de 1735 à 1757.

## Biographie
François de Serret choisit d'abord la carrière militaire avant de devenir missionnaire de Notre-Dame-de-Garaison. Il effectue alors de nombreuses missions en Gascogne. Nommé évêque d'Aire en 1735 par le cardinal Fleury sur la recommandation de Gilbert Gaspard de Montmorin de Saint-Hérem, il est confirmé le 25 février 1736 et consacré en mars suivant par le cardinal Melchior de Polignac archevêque d'Auch et prend possession le 1er mai ; il poursuit ses missions.
En 1755, il s'oppose à Christophe de Beaumont dont il demande l'exil. Il meurt à Aire en 1757.